# Martín & García Asociados
Martín & García Asociados es el tercer álbum de estudio del grupo musical español La Tercera República, publicado en 2008. Tras abandonar la multinacional en la que estaban editaron el nuevo disco por su cuenta en colaboración con la Factoría Autor, ante la desidia de muchas discográficas que solo buscan productos fast food manejables. Ello les permitió una libertad creativa y entregar un disco en el que ellos mismos tomaron las riendas. El disco está lleno de guiños de rock americano setentero, ecos de América, Eagles y Tom Petty, pero también con reminiscencias de Cánovas, Rodrigo, Adolfo y Guzmán, el Sabina de la época de Viceversa y el folk-rock. Asociados es música de calidad y atemporal. Profesional, serena y adulta.
Con este disco Pablo Martín y Josu García se afianzaron con un valor en alza dentro del rock-pop español, tanto por su calidad como compositores, arreglistas y cantores, como por ser autores con mayúsculas, con una magia muy especial entre manos. Tras La Tercera República, territorio utópico de sonoridades luminosas, nos conducen directamente a esos despachos donde se rubrican las decisiones importantes.
Con un ojo puesto en la música californiana y el rock clásico (Eagles, Jackson Browne, Allman Brothers, Steve Miller, Tom Petty, etc.) que reinaron en tres gloriosas décadas de intensa creatividad musical y el otro puesto en los mitos de siempre (The Beatles, Kinks, Byrds), pintan dulces paisajes, sin pretensiones ni abismos. Martín & García elaboran amables retratos urbanos ("Yo ya me iba", "Ya me lo dijo mamá"), con un punto de acidez e ironía, canciones que ponen orden en el caos. No se trata de otra propuesta retro para el cajón de los recuerdos. Basta escuchar el primer tema -"Acción", el sencillo, efectivo, actual, optimista y con un estribillo convincente- para comprobarlo, pues en su propuesta musical no hay nostalgia, sino agudos espejos que reflejan diferentes realidades urbanas y vidas noctámbulas que pueblan la escena musical actual y recordar el enorme legado y vasto caudal que se esconden tras sus acordes.
Para experimentar el rock elegante y la electricidad que también desprende este álbum puede uno pasearse por canciones como "No va más" y para comprender la magia única e irrepetible que rodea al dúo basta con acercarse a "Somos dos", donde lo explican mejor que nunca: "Suena mejor cuando somos dos / porque a medias suena el doble la voz / porque a veces uno vuela / y otro pisa en tierra".
Martín & García es una empresa exquisita, un taller musical que exporta canciones preciosistas ("Déjate", "No apagues mi luz", "Paraísos", etc.) y apuntes al natural destilados en barrica. Una sana propuesta de unos ilusionistas armónicos que desean hacernos recobrar la fe en la música, ver que hay vida más allá de los concursos televisivos, de las operaciones de marketing teledirigido y de los factores equis que tratan de imponer un pensamiento único. La calidad de sus voces empastan a la perfección, recordando aquellos dúos como Simon & Garfunkel que escribieron brillantes páginas, sin necesidad de estériles amaneramientos y poses impostadas.

## Lista de canciones
| N.º | Título               | Escritor(es)               | Duración |  |
| 1.  | «Acción»             | Pablo Martín               | 4:09     |  |
| 2.  | «Déjate besar»       | Pablo Martín               | 3:22     |  |
| 3.  | «Yo ya me iba»       | Josu García                | 2:57     |  |
| 4.  | «No apagues la luz»  | Pablo Martín               | 4:27     |  |
| 5.  | «Te quiero para mí»  | Josu García                | 3:20     |  |
| 6.  | «Ya me lo dijo mamá» | Pablo Martín               | 4:04     |  |
| 7.  | «Paraísos»           | Pablo Martín               | 4:21     |  |
| 8.  | «No va más»          | Josu García y Pablo Martín | 3:47     |  |
| 9.  | «Sirena»             | Josu García                | 3:05     |  |
| 10. | «Otra vez soledad»   | Josu García                | 3:19     |  |
| 11. | «Somos dos»          | Pablo Martín               | 3:54     |  |

El álbum está producido por Alejo Stivel, con Pablo y Josu como productores asociados. Ha sido grabado por Mark Janipka, Brett Rader y Luca Petricca en ASK Estudios. En la grabación de 'Asociados' han participado, además de Pablo Martín y Josu García –intérpretes y autores de todas las canciones-, Pau Álvarez al piano y órgano, Manuel "Mono" Bagües al bajo y Ezequiel Navas a la batería. Además de las colaboraciones de Ramón Arroyo de Los Secretos que aporta el dobro de "Yo ya me iba", Fernando Lupano contrabajo en "Paraísos", y Pedro López que toca la mandolina en "Yo ya me iba".